# Північ над Санктафраксом
«Північ над Санктафраксом» (Midnight Over Sanctaphrax) - дитячий фентезійний роман Пола Стюарта та Кріса Ріделла, вперше опублікований в 2000 році. Це третя частина "Легенд Світокраю" та трилогії "Сага Живчика"; в історії власної хронології це шостий роман, у зв'язку з трилогією "Сага Квінта" , яка була опублікована пізніше.

## Загальний зміст
При спробі врятувати свого батька з Матері Бур, куди він потрапив, потрапивши у шторм, Живчик дізнається, що Санктафракс буде зруйновано Матір'ю Бур, адже він заступить їй шлях до Верхоріччя, міфічного місця, де за легендою вона має посіяти нове життя. Витративши всю свою потугу на знищення Санктафраксу, вона не здатна буде відновити Крайріку, що спричинить кінець для всього Світокраю. Коли Живчик дізнався про це, його та всю команду "Позасвітнього Гарцівника" розкидало по всьому Світокраю. Всі вони втратили пам'ять. Живчик приземляється в Каменосаді, де його знаходить професор Темрявознавства. Взявши собі в помічники кмітливого, проте ніким не визнаного, підручного Кулькапа, Живчик відправляється на пошуки команди свого корабля. Знайшовши Тарпа Волопаса, живолупа з Темнолісу, він звертає увагу на дивне світіння їх тіл, що посилюється при зближенні. Живчик, Кулькап та Тарп знайшли Сімякрила Сльоту та Смілоголова у риштаках Нижнього міста. Живчик відправив Тарпа, Сімякрила та Смілоголова до Санктафракса, а сам вирушив на невільничому кораблі до Великого Сорокушачого невільничого ринку. Знайшовши на кораблі одного з членів команди, Живчик перебрав на себе управління кораблем, випустив усіх невільників, а сорокухам віддав Вовкуна Громовицю, попереднього капітана корабля. На Гладіаторській арені він знайшов Гука, блукай-бурмила зі своєї команди. Вбивши Матір Сорокуху, він вирушив на пошуки решти своєї команди. Одного дня він дістався до осади лісових тролів. Це була та сама осада, де він зростав. Там він знайшов Гайориба, водоблуда з його команди. Саме Гайориб вказав місцезнаходження останнього члена його команди, Камінного Штурмана. Це було...Верхоріччя
Дорога до Верхоріччя була важкою та непередбачуваною. Врешті-решт Живчик дістався туди. Камінний Штурман пригадав йому всю правду. Проте води Верхоріччя зупинили свій плин. Матір Бур була вже в дорозі. Єдиний спосіб відчепити Якірний ланцюг, та відпустити Санктафракс був небесний вогонь. Це був спосіб страти матросів на небесних кораблях. Його прив'язували до летючого дерева, яке запалювали і він летів у відкрите небо. проте в цьому випадку, розрахувавши кут та вагу можна було потрапити в Нижнє місто. Він з Кулькапом полетів до Нижнього міста, відчепив Якірний ланцюг та врятував Санктафракс.